# Eunoumeana lignosata
Eunoumeana lignosata là một loài bướm đêm trong họ Geometridae.